# Beaulieu (Puy-de-Dôme)
Pour les articles homonymes, voir Beaulieu.
Beaulieu est une commune française, située dans le département du Puy-de-Dôme, en région Auvergne-Rhône-Alpes.
Elle fait partie de l'aire d'attraction d'Issoire et de la communauté d'agglomération Agglo Pays d'Issoire. Ses habitants, au nombre de 474 au recensement de 2022, sont appelés les Beaulieutois, les Béliquières ou les Bélioquères.

## Géographie

### Localisation
Beaulieu est située au sud du département du Puy-de-Dôme.
| Le Breuil-sur-Couze   | Nonette-Orsonnette    |                   |
| Saint-Germain-Lembron | Beaulieu              | Auzat-la-Combelle |
| Vichel                | Charbonnier-les-Mines | Brassac-les-Mines |

### Climat
Pour des articles plus généraux, voir Climat d'Auvergne-Rhône-Alpes et Climat du Puy-de-Dôme.
En 2010, le climat de la commune est de type climat du Bassin du Sud-Ouest, selon une étude du Centre national de la recherche scientifique s'appuyant sur une série de données couvrant la période 1971-2000. En 2020, Météo-France publie une typologie des climats de la France métropolitaine dans laquelle la commune est exposée à un climat de montagne ou de marges de montagne et est dans la région climatique  Nord-est du Massif Central, caractérisée par une pluviométrie annuelle de 800 à 1 200 mm, bien répartie dans l’année. 
Pour la période 1971-2000, la température annuelle moyenne est de 11,1 °C, avec une amplitude thermique annuelle de 16,1 °C. Le cumul annuel moyen de précipitations est de 572 mm, avec 7,5 jours de précipitations en janvier et 6,5 jours en juillet. Pour la période 1991-2020, la température moyenne annuelle observée sur la station météorologique de Météo-France la plus proche, « Issoire », sur la commune d'Issoire à 11 km à vol d'oiseau, est de 12,0 °C et le cumul annuel moyen de précipitations est de 610,7 mm,. Pour l'avenir, les paramètres climatiques de la commune estimés pour 2050 selon différents scénarios d'émission de gaz à effet de serre sont consultables sur un site dédié publié par Météo-France en novembre 2022.

## Urbanisme

### Typologie
Au 1er janvier 2024, Beaulieu est catégorisée commune rurale à habitat dispersé, selon la nouvelle grille communale de densité à sept niveaux définie par l'Insee en 2022.
Elle est située hors unité urbaine. Par ailleurs la commune fait partie de l'aire d'attraction d'Issoire, dont elle est une commune de la couronne,. Cette aire, qui regroupe 53 communes, est catégorisée dans les aires de moins de 50 000 habitants,.

### Occupation des sols
L'occupation des sols de la commune, telle qu'elle ressort de la base de données européenne d’occupation biophysique des sols Corine Land Cover (CLC), est marquée par l'importance des territoires agricoles (77,7 % en 2018), une proportion sensiblement équivalente à celle de 1990 (77,4 %). La répartition détaillée en 2018 est la suivante : terres arables (69,1 %), forêts (18,5 %), prairies (5,1 %), zones urbanisées (3,8 %), zones agricoles hétérogènes (3,5 %). L'évolution de l’occupation des sols de la commune et de ses infrastructures peut être observée sur les différentes représentations cartographiques du territoire : la carte de Cassini (XVIIIe siècle), la carte d'état-major (1820-1866) et les cartes ou photos aériennes de l'IGN pour la période actuelle (1950 à aujourd'hui).

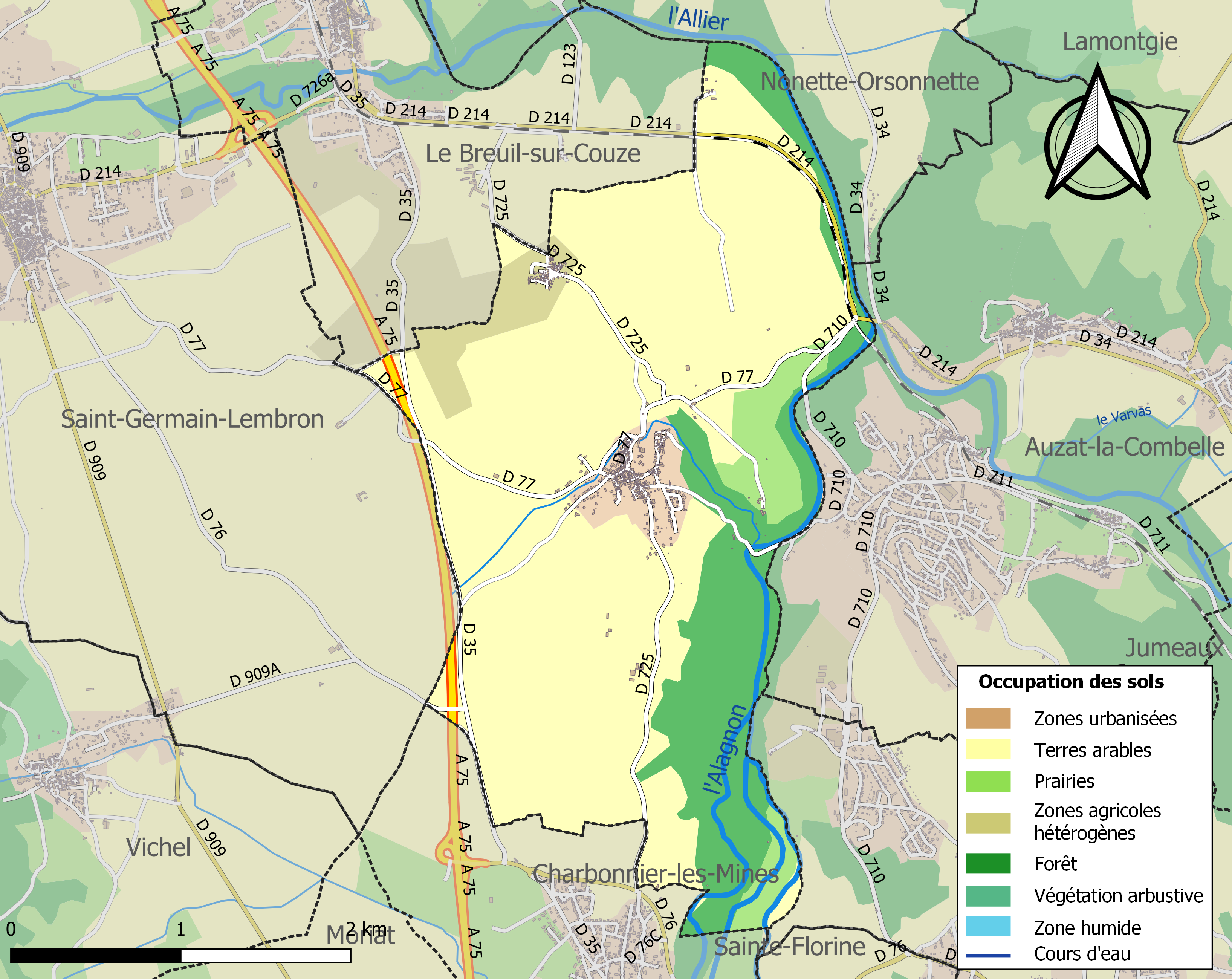
Carte des infrastructures et de l'occupation des sols de la commune en 2018 (CLC).

### Voies de communication et transports
L'autoroute A75 passe à l'ouest de la commune.

## Toponymie
Beaulieu vient du latin bellus locus, « lieu beau », « endroit agréable à habiter ».[réf. nécessaire]

## Histoire
L'entrée de Beaulieu dans l'histoire se situe à l'époque romaine avec la création d'une ville le long de la voie romaine qui reliait notamment les chefs-lieux arverne, vellave et gabale. Cette agglomération se poursuit sur la commune voisine de Charbonnier-les-Mines ; elle a été dénommée « site de La Croix de la Pierre » par les archéologues à partir du nom du lieudit où les premières découvertes ont été faites. Implanté à 3 km au sud-ouest de la confluence de l’Alagnon et de l’Allier, le site se développe essentiellement sur le versant occidental d’une légère croupe, à une altitude moyenne de 480 m.
Le site gallo-romain est connu au moins depuis le XIXe siècle, sans que son importance n’ait été vraiment identifiée par les différentes générations d’historiens et d’archéologues, et ce malgré des découvertes récurrentes. Il faut attendre juin 2005 pour qu'une prospection aérienne révèle de nombreux bâtiments, permettant ainsi de reconnaître une agglomération couvrant plusieurs hectares. Les résultats des campagnes de prospections aériennes, couplés à ceux d’une prospection pédestre systématique ont permis de spatialiser assez finement l’extension du site, tandis qu’un diagnostic archéologique, préalable à l’installation d’un carrefour giratoire, a permis en 2009 d’en avoir une vision plus stratigraphique.
Il s’agit d’une agglomération-rue qui s’étire sur au moins 1 200 m et qui couvre plus de 40 hectares, mais les recherches ne sont pas achevées et il est vraisemblable que son étendue soit bien plus vaste. D'autres types de vestiges (lieux funéraires ou cultuels, mais également villa) en lien avec cette petite ville restent à découvrir dans sa périphérie immédiate. L'agglomération semble s’implanter dans les premières décennies du Ier siècle et est abandonnée, au moins en partie, au cours du IIIe siècle. La voie, empierrée sur l’ensemble de la traversée du site, structure l’agglomération. Des ruelles perpendiculaires à l’axe central - également empierrées et damées - permettent de desservir des habitations soignées, construites en dur, et dont certaines présentent des murs enduits de peinture rouge. De nombreuses maisons, pouvant aller jusqu’à des travées de trois bâtiments s’adossent en grande partie à la colline. L’agglomération est dotée de monuments publics (au moins un temple à double cellae et une structure semi-hémisphérique à interpréter) dont l’importance, à l'heure actuelle, est certainement sous-estimée. Une nécropole à incinération a été reconnue par les prospections au sol à l’est ; une seconde, à proximité est supposée grâce à la localisation des données bibliographiques anciennes. Une concentration de matériel située à 200 m à l’est de l’agglomération pose un problème d’interprétation (zone funéraire, habitat proche ?) tandis qu’un important complexe de bâtiments, localisé au nord-ouest, s’il s’avère bien relever de la sphère privée, permet de poser la question du lien entre élite et agglomération, sur le modèle fameux de la villa et de l’agglomération de Bliesbruck- Reinheim.
L’importance de la découverte et le bon état de conservation des vestiges, pour un site localisé dans la plaine de la Limagne, a incité le ministère de la Culture à proposer une protection du site au titre des Monuments Historiques. L’agglomération est inscrite, depuis le 20 août 2009, sur l’inventaire supplémentaire et une procédure de classement est en cours.

## Politique et administration
Beaulieu a fait partie du canton de Saint-Germain-Lembron jusqu'en 2015. À l'issue du redécoupage cantonal appliqué cette année-là, la commune est rattachée au canton de Brassac-les-Mines.
| Période                                  | Période                   | Identité           | Étiquette | Qualité               |
| ---------------------------------------- | ------------------------- | ------------------ | --------- | --------------------- |
| Les données manquantes sont à compléter. |                           |                    |           |                       |
| mars 2008,                               | En cours (au 3 août 2020) | Jean-Paul Bernard, | DVG       | Commercial - Retraité |

## Population et société
Les habitants de Beaulieu sont appelés les Béliquières, les Bélioquères, ou les Beaulieutois.

### Démographie
L'évolution du nombre d'habitants est connue à travers les recensements de la population effectués dans la commune depuis 1793. Pour les communes de moins de 10 000 habitants, une enquête de recensement portant sur toute la population est réalisée tous les cinq ans, les populations de référence des années intermédiaires étant quant à elles estimées par interpolation ou extrapolation. Pour la commune, le premier recensement exhaustif entrant dans le cadre du nouveau dispositif a été réalisé en 2007.

En 2022, la commune comptait 474 habitants, en évolution de +7,24 % par rapport à 2016 (Puy-de-Dôme : +2,1 %, France hors Mayotte : +2,11 %).
| 1793 | 1800 | 1806 | 1821 | 1831 | 1836 | 1841 | 1846 | 1851 |
| ---- | ---- | ---- | ---- | ---- | ---- | ---- | ---- | ---- |
| 493  | 481  | 552  | 689  | 694  | 599  | 671  | 704  | 744  |

| 1856 | 1861 | 1866 | 1872 | 1876 | 1881 | 1886 | 1891 | 1896 |
| ---- | ---- | ---- | ---- | ---- | ---- | ---- | ---- | ---- |
| 739  | 709  | 714  | 732  | 722  | 694  | 745  | 700  | 730  |

| 1901 | 1906 | 1911 | 1921 | 1926 | 1931 | 1936 | 1946 | 1954 |
| ---- | ---- | ---- | ---- | ---- | ---- | ---- | ---- | ---- |
| 729  | 686  | 675  | 512  | 522  | 520  | 537  | 482  | 454  |

| 1962 | 1968 | 1975 | 1982 | 1990 | 1999 | 2006 | 2007 | 2012 |
| ---- | ---- | ---- | ---- | ---- | ---- | ---- | ---- | ---- |
| 410  | 400  | 406  | 403  | 399  | 402  | 410  | 411  | 410  |

| 2017 | 2022 | - | - | - | - | - | - | - |
| ---- | ---- | - | - | - | - | - | - | - |
| 461  | 474  | - | - | - | - | - | - | - |

## Culture locale et patrimoine

### Lieux et monuments
- Site archéologique de l'agglomération gallo-romaine de la Croix de la Pierre.
- Église.
- Source minérale ferrugineuse.

### Héraldique
| Blason de Beaulieu | Blason  | Coupé: au 1er parti au I de gueules à deux fleurs de lis d'or soutenues d'un besant du même et au II d'or au sautoir de gueules; au 2e d'azur à l'oie sauvage volante d'argent. |
| Blason de Beaulieu | Détails | Le statut officiel du blason reste à déterminer. |